# Barranc del Reguer
El Barranc del Reguer és un torrent afluent per l'esquerra del Torrent d'Albereda que fa tot el seu curs pel terme municipal de Navès.

## Xarxa hidrogràfica
La xarxa hidrogràfica del Barranc del Reguer està integrada per 7 cursos fluvials que sumen una longitud total de 4.489 m.

### Distribució per termes municipals
Tota la xarxa transcorre íntegrament pel terme municipal de Navès